# بيكلوتيمول
بيكلوتيمول (بالإنجليزية: Biclotymol)‏ هو مُعَقِم فينولي يُستخدم في عداوى الفم والحلق، كما يُستعمل ضمن أدوية السُعال.